# Moskenes
67°55′56″N 13°5′26″Ø / 67.93222°N 13.09056°Ø
Moskenes er en kommune i Lofoten i Nordland fylke i Norge. Den ligger på den sydlige del af øen Moskenesøya. I kommunen ligger flere fiskerihavne som Hamnøy, Sakrisøy, Reine, Moskenes, Sørvågen, Tind og Å.

## Geologi
Bjerge er blandt andet Reinebringen (442 m eller 448m).

## Tusenårssted
Kommunens tusenårssted hedder «Blåøyet» og er lavet av kunstneren Jan F. Wanggaard, og stod færdig i 2005.

## Kommunevåben
Kommunevåbenet, "I blått en sølv spiral", henviser til den kendte malstrøm Moskstraumen.

## Kendte moskenesfjerdinger
- Hans Erik Dyvik Husby, musiker
- Birger Eriksen, oberst – sænkede den tyske krydser Blücher ved Oscarsborg 1940
- Rolv Thesen, litteraturforsker og forfatter
- Herman Bendixen, Billedkunstner (1919 Reine – 1977) [3]